# Chandelier de Gloucester

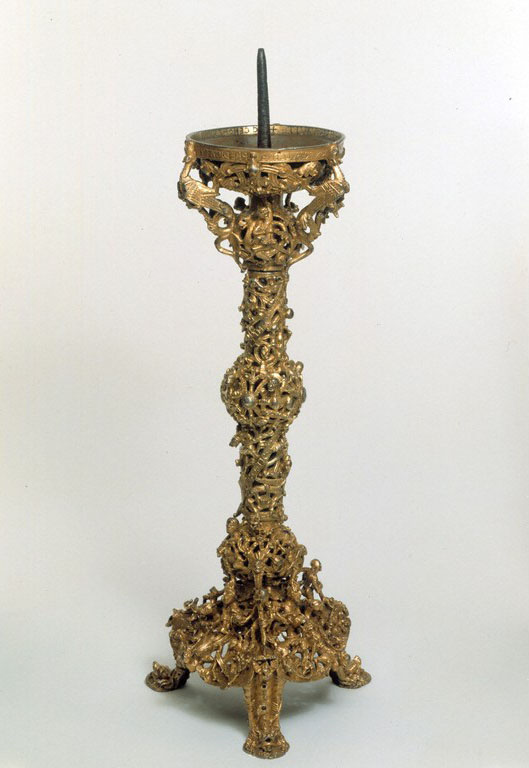
Le Chandelier de Gloucester.

Le Chandelier de Gloucester est un chandelier en bronze doré exposé au Victoria and Albert Museum de Londres. Il a été réalisé pour la cathédrale de Gloucester entre 1104 et 1113, et est l'une des objets encore existant de ferronnerie et d'art roman d'origine anglaise.

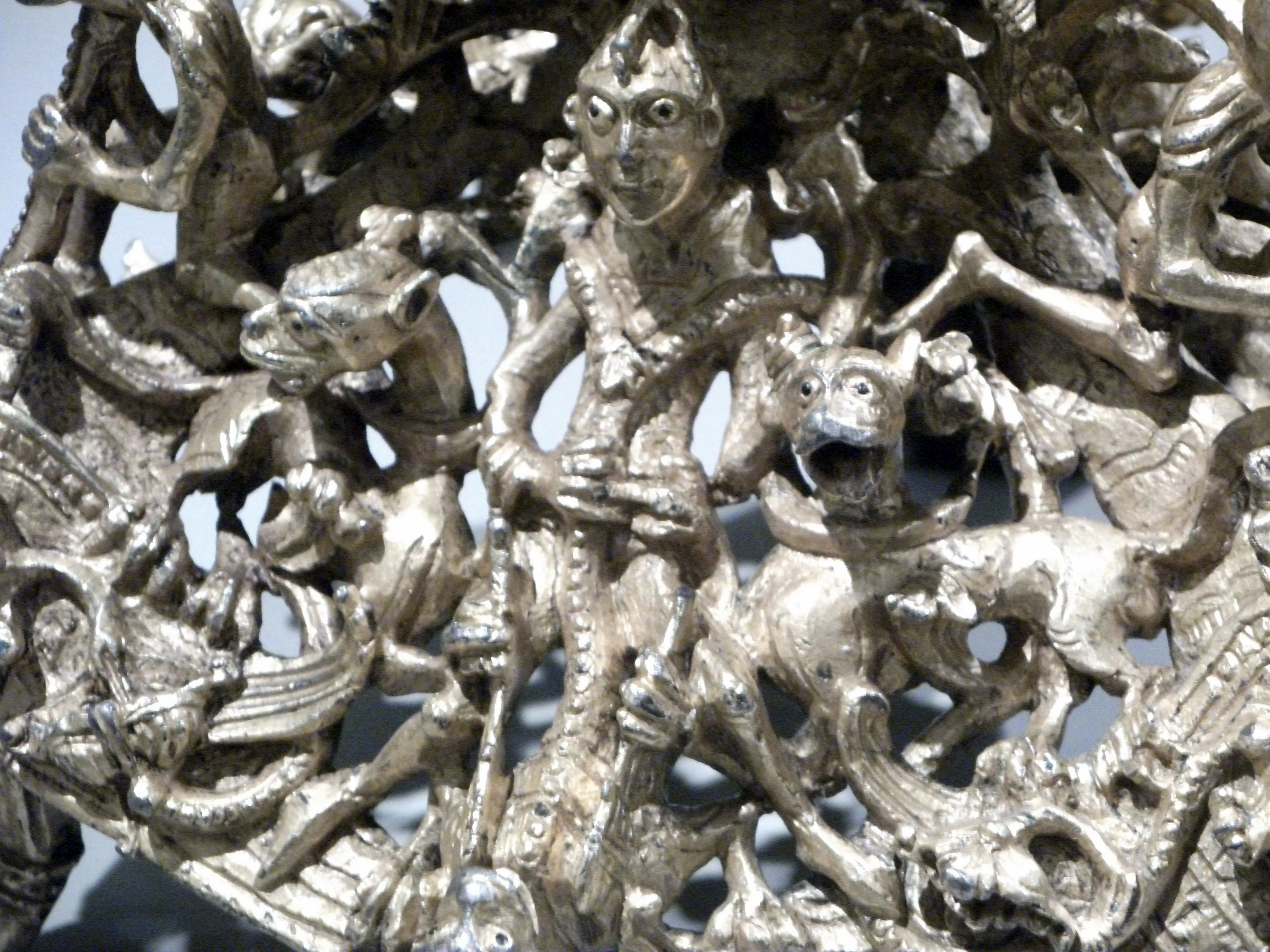
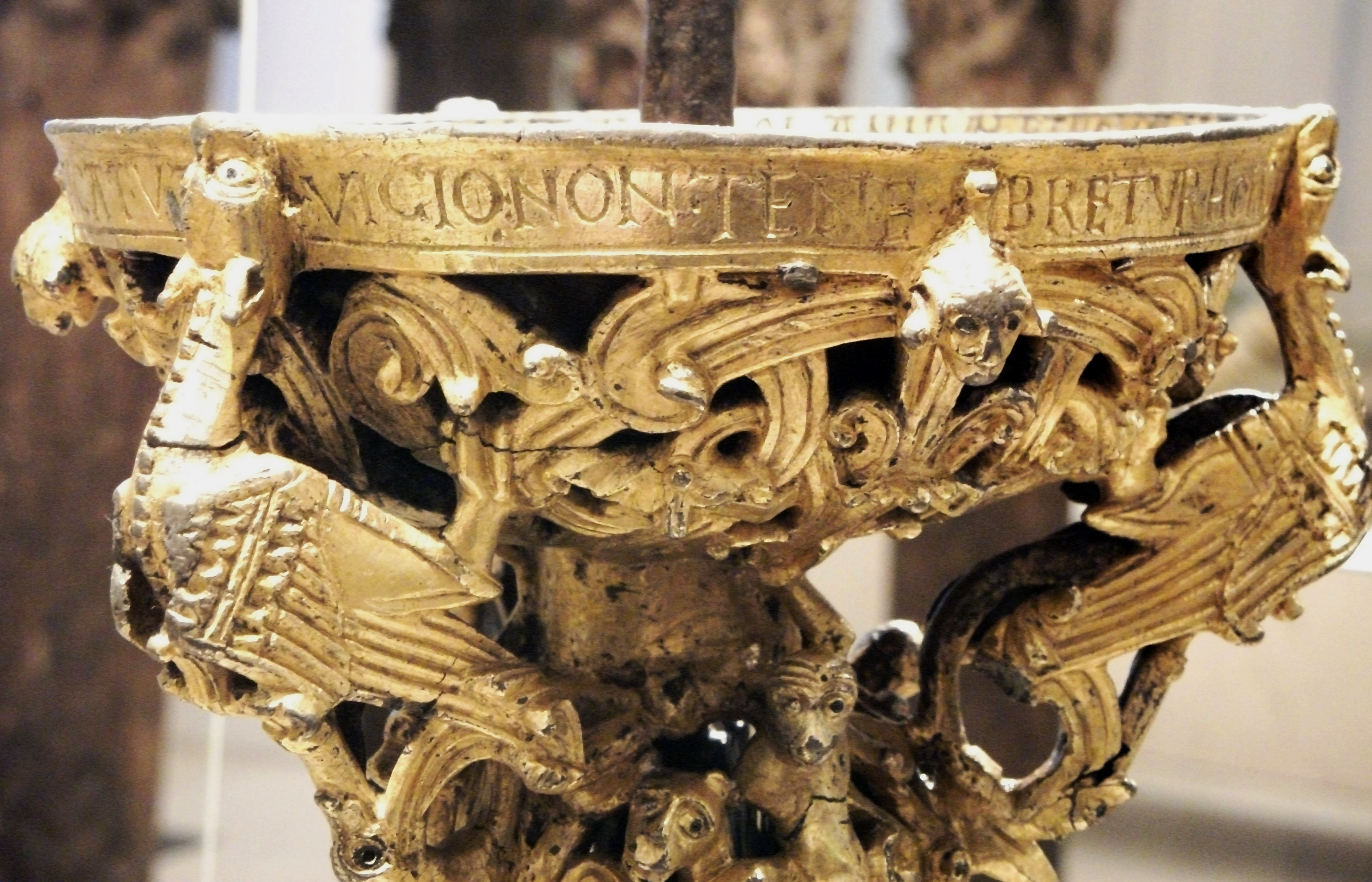
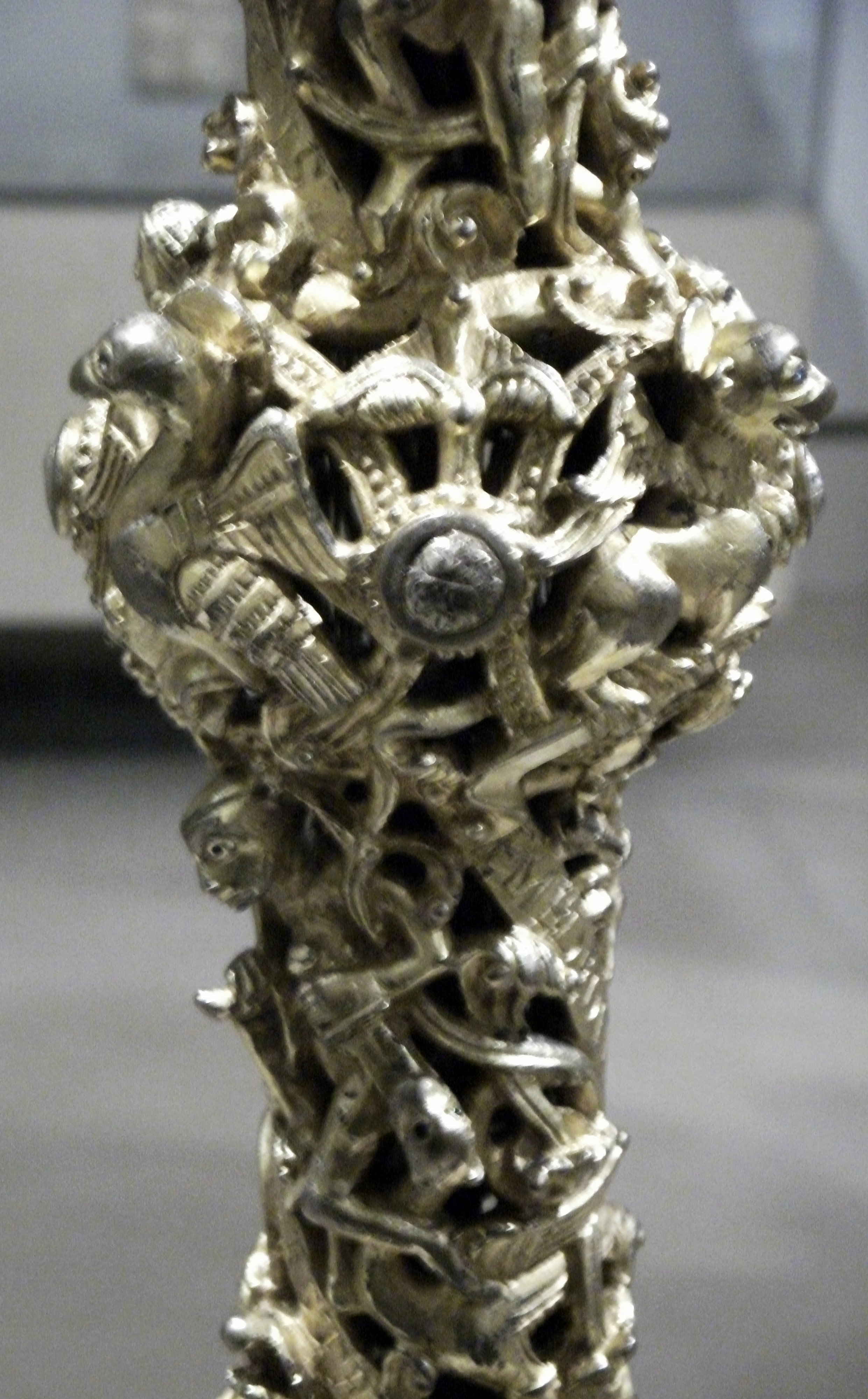

## Histoire
Au XIXe siècle, le Chandelier de Gloucester a fait partie de la collection parisienne du prince russe Alexei Saltykov (1806-1859). Il a été acheté par le Victoria and Albert Museum en 1861, lorsque celle-ci a été dispersée après sa mort.